# Maniola semiintermedia
Maniola semiintermedia är en fjärilsart som beskrevs av Barend J. Lempke 1935. Maniola semiintermedia ingår i släktet Maniola och familjen praktfjärilar. Inga underarter finns listade i Catalogue of Life.